# Rondônia
Rondônia er en brasiliansk delstat, der grænser op til Bolivia. Hovedbyen er Porto Velho